# クリスタル・サマーズ
クリスタル・サマーズ（Kristal Summers、1972年9月1日 – ）は、アメリカ合衆国の元ポルノ女優。

## 来歴
1997年、25歳のときにデビュー。いとこであるフランチェスカ・レイの助力を受け「ブランディ」名義で、プロデューサーのブライアン・デイヴィスとシモン・デヴォンと共にソフトコアBDSMビデオの制作を始めた。これらのビデオは、デヴォンシャー・プロダクションおよびクローズアップ・エンターテインメントにより編集された。
既に存在しないデヴォンシャーにおける仕事は、主にエキゾチックなボンデージとフェティシズムで構成されていた。クローズアップでの仕事は、ロープやメタリックな素材による「過激な」緊縛を元にしている。
また、スターン＝マスターソン・プロダクションのさまざまなボンデージ映画にも出演している。これらのビデオでは（合意に基づく）誘拐や性的隷属のシナリオが採用されることが多かった。

### ポルノ映画における経歴
2000年、サマーズはポルノ映画に出演するためフェティシズム映画の出演を止めた。また、ビキニ／トップレスレスラーとしてレスリング・プロダクションに携わった。
2007年1月、テレビシリーズ『The Insider』でMILFに特化した女優として取り上げられた。インタビューで、ポルノ映画業界でのキャリアと映画『MILFS Night Out』での役割について語った。

## 受賞とノミネーション
- 2006年 CAVRアワード "MILF of Year"[3]
- 2007年 XRCO賞ノミネート "MILF of the Year"[4]